# Министерство на търговията и продоволствието на България
Министерството на търговията и продоволствието (МТП) е българска държавна институция с ранг на министерство, съществувала в периода 1944–1948 година.

## История
Министерството на търговията и продоволствието (МТП) води началото си от преструктурираното с Наредба-закон от 27 октомври 1944 г. Министерство на търговията и промишлеността (МТП), което с Указ № 3 от 11 март 1946 г. приема името Министерство на търговията и продоволствието (МТП). До учредяването му търговията, промишлеността и продоволствието са подведомствени на Министерството на търговията, промишлеността и труда (1911–1944).
На 30 ноември 1948 г. МТП се разделя на Министерство на вътрешната търговия и Министерство на външната търговия (с Указ № 1652 от 5 ноември 1948 г.).